# دودلي دبليو. مورتون
دودلي دبليو. مورتون (بالإنجليزية: Dudley W. Morton)‏ هو رجل غواصة وضابط أمريكي، ولد في 17 يوليو 1907 في أوينسبورو في الولايات المتحدة، وتوفي في 11 أكتوبر 1943 في بحر أوخوتسك.